# Nazret Weldu
Nazret Weldu Gebrehiwet (* 1. Januar 1990) ist eine eritreische Leichtathletin, die sich auf den Langstreckenlauf spezialisiert hat. Aktuell ist sie Inhaberin der eritreischen Landesrekorde über 400 Meter sowie im Halbmarathon und Marathonlauf.

## Sportliche Laufbahn
Erste Erfahrungen bei internationalen Meisterschaften sammelte Nazret Weldu im Jahr 2007, als sie bei den Afrikaspielen in Algier mit 57,19 s in der ersten Runde im 400-Meter-Lauf ausschied und im Vorlauf über 800 Meter nicht ins Ziel kam. Bei den Crosslauf-Weltmeisterschaften 2009 in Amman gelangte sie nach 21:58 min auf den 27. Platz im Juniorinnenrennen und im Jahr darauf schied sie bei den Afrikameisterschaften in Nairobi mit 2:09,24 min in der Vorrunde im 800-Meter-Lauf aus. Bei den Crosslauf-Weltmeisterschaften 2011 in Punta Umbría landete sie nach 27:23 min auf dem 44. Platz im Einzelbewerb und im Jahr darauf kam sie bei den Afrikameisterschaften in Porto-Novo im 1500-Meter-Lauf nicht ins Ziel. Bei den Crosslauf-Weltmeisterschaften 2013 in Bydgoszcz wurde sie in 25:27 min 19. im Einzelbewerb und im September siegte sie beim Tübinger Stadtlauf in 33:22 min über 10 km. 2014 siegte sie in 16:02 min über 5 km beim Silvesterlauf Trier und bei den Crosslauf-Weltmeisterschaften 2015 in Guiyang lief sie nach 27:19 min auf dem elften Platz ein. Im Sommer startete sie im 10.000-Meter-Lauf bei den Weltmeisterschaften in Peking und erreichte dort nach 35:14,18 min Rang 24. Bei den Crosslauf-Weltmeisterschaften 2017 in Kampala landete sie nach 35:34 min auf dem 34. Platz und im Jahr darauf wurde sie bei den Halbmarathon-Weltmeisterschaften in Valencia in 1:11:45 h 26. Bei den Crosslauf-Weltmeisterschaften 2019 in Aarhus lief sie nach 38:51 min auf dem 27. Platz durchs Ziel und im September klassierte sie sich bei den Weltmeisterschaften in Doha mit 2:53:45 h auf dem 23. Platz im Marathonlauf. 2021 nahm sie im Marathon an den Olympischen Sommerspielen in Sapporo teil und landete dort nach 2:37:01 h auf dem 43. Platz. Zudem war sie gemeinsam mit Ghirmai Efrem Fahnenträger Eritreas während der Eröffnungsveranstaltung der Spiele.
2022 siegte sie in 2:21:56 h beim Daegu-Marathon, ehe sie bei den Weltmeisterschaften in Eugene mit 2:20:29 h den vierten Platz belegte. Im Jahr darauf platzierte sie sich bei den Weltmeisterschaften in Budapest mit 2:27:23 h auf dem achten Platz und 2024 siegte sie in 2:24:08 h beim Vienna City Marathon. Im September 2024 wurde sie wegen mehrerer verpasster Dopingtests mit einer 20 monatigen Wettkampfsperre zwischen Juni 2024 und Februar 2026 belegt.
2014 wurde Weldu eritreische Meisterin im 1500-Meter-Lauf sowie 2021 im Halbmarathon.

## Persönliche Bestzeiten
- 400 Meter: 54,99 s, 24. Mai 2007 in Khartum (eritreischer Rekord)
- 800 Meter: 2:04,26 min, 21. Juni 2008 in Bilbao
- 1500 Meter: 4:09,34 min, 8. Juli 2012 in Mataró
- 5000 Meter: 15:33,28 min, 23. Juni 2017 in Carquefou
- 10.000 Meter: 32:58,28 min, 29. Juni 2016 in Hengelo
- 10-km-Straßenlauf: 33:22 min, 15. September 2013 in Tübingen
- Halbmarathon: 1:09:46 h, 31. März 2024 in Yangzhou (eritreischer Rekord)
- Marathon: 2:20:29 h, 18. Juli 2022 in Eugene (eritreischer Rekord)